# Supercopa Argentina 2022
La Supercopa Argentina 2022, llamada «Supercopa Argentina Betsson» 2022, por motivos de patrocinio, fue la novena edición de esta copa nacional organizada por la AFA. Se disputó entre Boca Juniors, campeón de la Liga Profesional 2022; y Patronato, campeón de la Copa Argentina 2022.
El encuentro se jugó el 1 de marzo de 2023, en el estadio Único Madre de Ciudades de Santiago del Estero. El campeón fue Boca Juniors.

## Equipos participantes
| Boca Juniors | Campeón de la Liga Profesional 2022 |
| Patronato    | Campeón de la Copa Argentina 2022   |

## Partido
| 1 de marzo de 2023, 21:15 (UTC-3) | Boca Juniors            | 3:0 (1:0) | Patronato | Estadio Único Madre de Ciudades, Santiago del Estero |                                            |
|                                   | Benedetto 41', 51', 61' | Reporte   |           | Árbitro(s): Andrés Merlos VAR: Ariel Penel           | Árbitro(s): Andrés Merlos VAR: Ariel Penel |

### Ficha
| 13         | Guardameta     | Javier García      |     |
| 17         | Defensa        | Luis Advíncula     |     |
| 2          | Defensa        | Facundo Roncaglia  | 46' |
| 4          | Defensa        | Nicolás Figal      |     |
| 18         | Defensa        | Frank Fabra        |     |
| 21         | Centrocampista | Ezequiel Fernández | 78' |
| 5          | Centrocampista | Alan Varela        |     |
| 10         | Centrocampista | Óscar Romero       | 67' |
| 41         | Delantero      | Luca Langoni       | 67' |
| 22         | Delantero      | Sebastián Villa    |     |
| 9          | Delantero      | Darío Benedetto    | 66' |
| Entrenador | Entrenador     | Hugo Ibarra        |     |

| 1          | Guardameta     | Julio Salvá        |     |
| 20         | Defensa        | Matías Ruiz Díaz   |     |
| 13         | Defensa        | Sergio Ojeda       | 46' |
| 2          | Defensa        | Cristian González  |     |
| 3          | Defensa        | Lucas Kruspzky     |     |
| 11         | Defensa        | Facundo Cobos      |     |
| 14         | Centrocampista | Brian Nievas       | 46' |
| 16         | Centrocampista | Juan Barinaga      |     |
| 5          | Centrocampista | Nicolás Domingo    | 84' |
| 7          | Delantero      | Juan Cruz Esquivel | 68' |
| 23         | Delantero      | Ignacio Russo      | 68' |
| Entrenador | Entrenador     | Walter Otta        |     |

| 25 | Defensa        | Bruno Valdez     | 46' |
| 16 | Delantero      | Miguel Merentiel | 66' |
| 20 | Centrocampista | Juan Ramírez     | 67' |
| 29 | Delantero      | Norberto Briasco | 67' |
| 36 | Centrocampista | Cristian Medina  | 78' |

| 21 | Centrocampista | Gastón Novero         | 46' |
| 22 | Delantero      | Nazareno Solís        | 46' |
| 15 | Centrocampista | Fabio Vázquez         | 68' |
| 18 | Delantero      | Alexander Sosa        | 68' |
| 10 | Centrocampista | Jorge Valdez Chamorro | 84' |

| Anotado | 41' | Darío Benedetto | 1:0 |
| Anotado | 51' | Darío Benedetto | 2:0 |
| Anotado | 61' | Darío Benedetto | 3:0 |

| Amonestado | 30' | Facundo Roncaglia |

| Amonestado | 26' | Brian Nievas  |
| Amonestado | 81' | Fabio Vázquez |

| Árbitro             | Andrés Merlos     |
| Árbitros asistentes | Facundo Rodríguez |
| Árbitros asistentes | Miguel Savorani   |
| Cuarto árbitro      | Luis Lobo Medina  |
| VAR                 | Ariel Penel       |
| Asistente del VAR   | Pablo González    |

| 13         | Guardameta     | Javier García      |     |
| 17         | Defensa        | Luis Advíncula     |     |
| 2          | Defensa        | Facundo Roncaglia  | 46' |
| 4          | Defensa        | Nicolás Figal      |     |
| 18         | Defensa        | Frank Fabra        |     |
| 21         | Centrocampista | Ezequiel Fernández | 78' |
| 5          | Centrocampista | Alan Varela        |     |
| 10         | Centrocampista | Óscar Romero       | 67' |
| 41         | Delantero      | Luca Langoni       | 67' |
| 22         | Delantero      | Sebastián Villa    |     |
| 9          | Delantero      | Darío Benedetto    | 66' |
| Entrenador | Entrenador     | Hugo Ibarra        |     |

| 1          | Guardameta     | Julio Salvá        |     |
| 20         | Defensa        | Matías Ruiz Díaz   |     |
| 13         | Defensa        | Sergio Ojeda       | 46' |
| 2          | Defensa        | Cristian González  |     |
| 3          | Defensa        | Lucas Kruspzky     |     |
| 11         | Defensa        | Facundo Cobos      |     |
| 14         | Centrocampista | Brian Nievas       | 46' |
| 16         | Centrocampista | Juan Barinaga      |     |
| 5          | Centrocampista | Nicolás Domingo    | 84' |
| 7          | Delantero      | Juan Cruz Esquivel | 68' |
| 23         | Delantero      | Ignacio Russo      | 68' |
| Entrenador | Entrenador     | Walter Otta        |     |

| 25 | Defensa        | Bruno Valdez     | 46' |
| 16 | Delantero      | Miguel Merentiel | 66' |
| 20 | Centrocampista | Juan Ramírez     | 67' |
| 29 | Delantero      | Norberto Briasco | 67' |
| 36 | Centrocampista | Cristian Medina  | 78' |

| 21 | Centrocampista | Gastón Novero         | 46' |
| 22 | Delantero      | Nazareno Solís        | 46' |
| 15 | Centrocampista | Fabio Vázquez         | 68' |
| 18 | Delantero      | Alexander Sosa        | 68' |
| 10 | Centrocampista | Jorge Valdez Chamorro | 84' |

| Anotado | 41' | Darío Benedetto | 1:0 |
| Anotado | 51' | Darío Benedetto | 2:0 |
| Anotado | 61' | Darío Benedetto | 3:0 |

| Amonestado | 30' | Facundo Roncaglia |

| Amonestado | 26' | Brian Nievas  |
| Amonestado | 81' | Fabio Vázquez |

| Árbitro             | Andrés Merlos     |
| Árbitros asistentes | Facundo Rodríguez |
| Árbitros asistentes | Miguel Savorani   |
| Cuarto árbitro      | Luis Lobo Medina  |
| VAR                 | Ariel Penel       |
| Asistente del VAR   | Pablo González    |

| Estadísticas       | Boca Juniors | Patronato |
| ------------------ | ------------ | --------- |
| Tiros              | 15           | 7         |
| Tiros al arco      | 8            | 4         |
| Faltas             | 6            | 13        |
| Tiros de esquina   | 4            | 3         |
| Penales            | 0            | 0         |
| Fueras de juego    | 7            | 1         |
| Posesión del balón | 64%          | 36%       |